# Răzvan Arnăut
Răzvan Arnăut (ur. 28 września 1998) – rumuński zapaśnik walczący w stylu klasycznym. Olimpijczyk z Paryża 2024, gdzie zajął dziewiąte miejsce w kategorii do 60 kg. Dziesiąty na mistrzostwach świata w 2019 i 2022 roku. 
Dwunasty w indywidualnym Pucharze Świata w 2020. Brązowy medalista mistrzostw Europy w 2021 i 2024. Piąty na igrzyskach europejskich w 2019. Drugi na ME U-23 w 2019 roku.